# История Саратова
История Саратова начинается в 1590 году, когда в царствование Фёдора Иоанновича была заложена сторожевая крепость для охраны южных рубежей Русского государства. Во второй половине XVIII века Саратов крупный перевалочный пункт и центр торговли рыбой и солью, а с XIX века — один из центров торговли зерном. Губернский город с 1780 года, в начале XX века — крупнейший по численности жителей город на Волге.

## До основания
Люди жили на месте современного Саратова с древнейших времён. Свидетельство тому Алексеевское городище — археологический памятник, имеющий семь выявленных культурных горизонтов от катакомбной культуры эпохи средней бронзы (XX—XIX вв. до н. э.) до поселения золотоордынского времени (XIII—XIV вв.) с временным перерывом в V—XIII веках. Поселения то возрождались в период относительно стабильного государственного устройства (Хазарский каганат, Волжская Булгария, Золотая Орда), то исчезали без следа в период очередного прилива волн кочевых народов. Последний такой цикл перед основанием Саратова закончился в 1394—1396 гг., в период нашествия Тамерлана, который разрушил Увек (Укек) — золотоордынский город, центр одноимённого улуса. В следующие 200 лет редкое население Дикого поля было представлено ногайскими, а затем калмыцкими кочевьями, казаками и рыболовецкими артелями русских монастырей.
В 1978 году к северо-западу от пос. Тепличный (бывшее с. Болдаревка, ныне в черте г. Саратова) было обнаружено Болдыревское селище золотоордынского периода. Поселение, площадью 210×95 м, вытянуто с северо-запада на юго-восток вдоль первой речной террасы р. Увековка. Помимо поливной золотоордынской и, в незначительной степени, древнерусской керамики, а также медных монет времён Токтамыша, найденных непосредственно на поселении, рядом с селищем был обнаружен клад (74 дирхема серебром). В 70 метрах от поселения располагается могильник этого же времени протяжённостью 210 м.

## Основание города
После походов русских войск на Казанское ханство в 1552 и на Астраханское ханство в 1556 году Русское царство получило обширные территории Поволжья. При царе Фёдоре Ивановиче было решено строить на Волге новые города-крепости. Летом 1586 года была основана крепость Самара, а летом 1589 года — Царицын (ныне Волгоград). 
Саратовская крепость была основана 2 (12) июля 1590 года князем Григорием Засекиным и боярином Фёдором Туровым на полпути между Самарой и Царицыном.
Лета 7098 (1590) месяца июля во 2 день в память положения пояса Пречистыя Богородицы приехал князь Григорий Осипович Засекин да Федор Михайлович Туров на заклад города Саратова ставити.
Точное место первоначального Саратова неизвестно — оно варьируется от современных левобережной Анисовки напротив Увека до Пристанного на правом берегу Волги. В зиму 1613—1614 годов город сгорел и был вновь построен на левом берегу Волги, в устье реки Саратовка, в 1617 году. На этом месте его видели Адам Олеарий в 1636 году и Ян Стрюйс: 

14 августа 1669 года бросили якорь в Саратове. Это небольшой город, расположенный на равнине, орошаемой одним из рукавов реки Волги. Соседство казаков, татар, калмыков заставляет содержать в нём сильный гарнизон.

Адам Олеарий в своей книге сделал гравюру Саратовского кремля.
В 1674 году, по царскому указу Алексея Михайловича «Саратов на горах делать новый», город был перенесён на правый берег Волги, в район нынешней Музейной площади.
В итоге город Саратов закладывался русскими воеводами три раза: в 1590, 1617 и 1674 годах, и каждый раз на новом месте. К югу от горы, которая сейчас называется Соколовая, полковник Александр Шель заложил уже третью на новом месте постройку города в 1674 году. Соколовая гора и сейчас является популярным местом, откуда виден весь центр города.
Весь XVII век Саратов и окрестности подвергались разорениям от разных воровских шаек, калмыков и кубанских татар, не перестававших нападать на него вплоть до первой половины XVIII века. В 1670 году Степан Разин подверг город трёхдневному грабежу. В 1708 году Саратов был в осаде войск Булавина.
Оседлое земледельческое население весьма долгое время не могло заселить территорию края. Сюда переселялись лишь те, кого привлекала вольная жизнь казачества и безнаказанность грабежей и разбоев на Волге. Казанский губернатор Артемий Волынский, в своём донесении в Сенат в 1719 году, говорит: 

От Саратова до Астрахани, между городов по двести и по триста вёрст жила никакого нет, того ради, как купецким людям, так и протчим проезжим и рыбным ловцам от калмыков и от кубанцев чинится великое разорение и работных людей берут в плен.

## Российская империя
Самое города построение весьма изрядно, хотя в нём нет
каменного строения, кроме 7 церквей и двух монастырей —
мужского и женского; однако прямые улицы и хорошие ряды
делают сей город приятным, так что его можно почесть за
один из лучших волжских городов. В нём находятся соляная
и рыбная пристани, кожевенные заводы, канатная, шляпная
и шелковичная фабрики. Для последней из оных расстоянием
вёрст в пять от города заведён обширный сад с тутовыми
деревьями, которые бьющими из гор ключами орошаются.
Около города на берегу Волги целый флот судов с пушками —
для безопасности от разъезжающих по Волге удальцов.
Сооружение Царицынской сторожевой линии и другие мероприятия Петра I по укреплению безопасности создали условия для заселения Правобережья.
По Областной реформе 1708 года Саратов был отнесён к Казанской губернии. В 1718 году город отошёл к Астраханской губернии, с 1728 года — вновь к Казанской, в 1739 году — вновь к Астраханской.
В 1700 году Пётр I пожаловал грамоту об отводе Саратову 298 763 десятин на луговой и нагорной стороне Волги.
Сильный толчок развитию города дало учреждение в 1747 году «соляного управления». Напротив Саратова, возчиками соли (чумаками) с Эльтона, была основана Покровская слобода. Расположение на пересечении кратчайшего сухопутного пути на Москву и водного с низовьев Волги и Каспия сделало Саратов важным перевалочным пунктом, крупным центром торговли рыбой и солью. Так, в 1750 году из Саратова было отправлено подводами 204 тыс. пудов рыбы (3264 тонн, для сравнения, в 2005 году было добыто 1800 тонн рыбы).
По манифесту Екатерины II 1762 года было прекращено преследование раскольников, им были выделены земли в Заволжье. В дальнейшем это привело к появлению в Саратове значительного числа экономически активных купцов-старообрядцев. В 1763 году иностранцы были приглашены селиться на свободных землях Поволжья и Новороссии. Учреждённая в Саратове в 1766 году «Контора канцелярии опекунства иностранных» стала центром управления немецкими колонистами в Поволжье.
В Саратове Емельян Пугачёв имел свой последний ощутимый успех. 6 августа 1774 года армия самозванца окружила, а после боя 7 августа взяла город. Но к этому времени отряды Михельсона уже буквально шли по пятам пугачёвцев и 11 августа Саратов перешёл под контроль правительственных войск.
11 января 1780 город стал центром Саратовского наместничества, переименованного в 1796 году в Саратовскую губернию.
Административные меры просвещённого абсолютизма по организации и развитию города выразились в развёртывании гражданского каменного строительства, насаждении современного образования и здравоохранения. Были открыты народное училище (1786), типография (1794), Александровская больница (1806). Построены здание присутственных мест (1807), дворянское собрание (1807), театр (1810), гостиный двор (1811), первая мужская гимназия (1820), соборы Александра Невского (1825) и Спасо-Преображенский (1826).
Основой развития города на более чем сто лет стал Генеральный план Саратова, утверждённый в 1812 году (составлен в 1803—1810 годах, переработан после большого пожара 1811 года), по которому для застройки отводились новые места. Планировались правильные геометрической формы кварталы, так называемая регулярная застройка. В старой части города предлагалось тоже «урегулировать» строительство домов.
Отечественная война 1812 года внесла свои коррективы в жизнь Саратова. Многие воины-саратовцы были отмечены боевыми орденами, а трое получили золотые шпаги с надписью «За храбрость». В 1813 году сюда ссылали пленных французов, которых использовали на общественных работах — они выравнивали овраги, строили плотины, сажали сады. В дальнейшем многие из них приняли русское подданство и остались навсегда в Саратове, заселив кварталы немецкой слободы. Одни из них приглашались в качестве гувернёров и учителей в русские семейства и учебные заведения, другие открыли в городе ремесленные заведения — сапожные и мебельные. В память о победе над Наполеоном в центре города был возведён храм Александра Невского.
В царствование Николая Павловича наводится порядок в губернской администрации, укрепляется законность. Строится тюремный замок и казармы. В городе возводятся капитальные здания 4 полицейских частей с пожарными каланчами. «С тех пор по устройству саратовская пожарная команда и инструменты соперничали с московской, как отзывалось начальство при инспекторских смотрах её». До этого город выгорал до 15 раз.
В 1828 году в Саратове начала работать Саратовская табачная фабрика одна из первых в России. Кроме неё, действовали канатный, кожевенный, колокольный, кирпичный и ряд других заводов. Ткацкие мастерские вырабатывали знаменитую дешёвую ткань — сарпинку, «родиной» которой была немецкая колония Сарепта.
В ноябре 1828 года была восстановлена самостоятельная православная Саратовская епархия. Восстановление епархии обосновывалось необходимостью борьбы с раскольниками, об усилении которых рапортовал Секретный комитет по делам о раскольниках. Через 2 года открыта семинария, а ещё через год в 1831 году первые приходские училища для простого народа и публичная библиотека. В 1856 г. центр католической Тираспольской епархии переносится в Саратов. Епархия не была переименована в Саратовскую, чтобы не возникало путаницы с православной епархией.
В 1830 и 1848 годах разразились эпидемии холеры. Продолжавшаяся более месяца эпидемия 1830 года унесла до 10 000 человек.
В 1844 году было торжественно открыто новое здание городской думы.
В 1892 году в Саратове вновь вспыхнула эпидемия холеры, что вызвало бунт в Хвалынске.
Дальнейший рост ремесла и торговли стимулировало развитие на Волге пароходства. В XIX веке Саратову для развития необходим был водный транспорт, так как железные дороги и гужевой транспорт не обеспечивали всех потребностей города, как торгово-промышленного центра
Саратовцы увидели первый пароход в 1820 году, окрестив его «чёртова расшива с печкой». Но активное развитие судоходство получает к середине XIX столетия, в бассейне Волги стали появляться крупные пароходные общества: «По Волге» (1843 г.), «Меркурий» (1848 г.), «Самолёт» (1853 г.), «Купеческое пароходство» и другие. Они имели свои конторы в Саратове. Пароходное сообщение стимулировало развитие экономики края. Первым из таких обществ стало основанное в 1843 году пароходное общество «По Волге». В состав директоров вошли «санкт-петербургский иностранный гость» Н. И. Кейли, так же санкт-петербургский купец 1-й гильдии М. П. Кириллов и калязинский купец 1-й гильдии П. М. Полежаев. Начав с 6 пароходов, общество «По Волге» в первые годы XX века имело уже 18 пассажирских судов, 4 буксирных парохода, 11 барж и множество плавучих пристаней. Пароходы этого общества, как их называли — «волжские», были белого цвета с чёрным корпусом и трубой, на их колесном кожухе прикреплялась большая золоченая звезда с шестью лучами. «Волжские» суда были не особенно большие, имели в трюмах каюты для пассажиров I и II классов, а на верхней палубе места для пассажиров III класса. В трюмах устраивались отсеки, вмещавшие до 1500 пудов груза.

В 1912 году по заказу общества в Сормове построили два парохода — «Баян» и «Витязь». Это были последние суда, построенные для общества — через пару лет оно прекратило своё самостоятельное существование, перейдя под контроль общества «Мазут», хотя ещё несколько лет пассажирские перевозки осуществлялись под этой маркой.
К моменту национализации речного флота в 1918 г. общество «По Волге» располагало в своем составе 20 пароходов. Всего же, к 1917 году в Саратовской губернии было зарегистрировано 655 самоходных и несамоходных судов.
Саратовские пристани входили в Казанский округ путей сообщения. В городе размещались судоходная дистанция, Саратовское отделение путей сообщения, главное управление Волжско-Камского коммерческого пароходства. Конторы, дебаркадеры и причалы располагались в черте города на берегу Волги. Берег был пологий, почти полностью затапливался весенним половодьем, в межень можно было вброд перейти на Казачий остров.
Волга, превратившаяся в главную транспортную магистраль России, сделала Саратов крупным портом, Число жителей города росло, изменялся и внешний облик города; по отзывам современников среди других городов «Саратов стал занимать одно из первых мест по красивости строений и по богатству жителей».

### «Столица Поволжья»
Сильнейший толчок к развитию Саратовской губернии дало строительство в июле 1871 года железной дороги Тамбов — Саратов, соединившей город с железнодорожной сетью страны, Саратов соединился железной дорогой с Москвой, Петербургом и портами Балтийского моря. К началу XX века по железной дороге из Саратова можно было проехать в 11 губерний России. начался быстрый рост промышленности.
27 ноября 1916 год в Саратове состоялось открытие Крытого рынка. Построенный ещё сто лет назад по проекту архитектора и инженера Василия Алексеевича Люкшина, он и в наши дни вызывает восхищение. В 2016 году примыкающая к зданию улица получила имя В. А. Люкшина.
Одним из главных предметов торговли Саратова конца 19 века был хлеб. Город стал одним из крупнейших в России центров торговли зерном и мукомольной промышленности. Во второй половине XIX века в городе появляются паровые мельницы. Первой была мельница Зейферта и Уварова (1865 год). За ними паровые мельницы строят Борель (1876 год), Рейнеке и Шмидт (1879 год). В итоге Саратов по производству муки выходит на первое место в стране.
27 апреля 1887 года Саратовская городская Управа подписала акт о приёме в эксплуатацию конно-железной дороги в Саратове.
В 1888 году трое братьев Шмидт учреждают Торговый дом «Братья Шмидт». Кроме паровых мельниц в Саратове продолжалась работа и на водяных мельницах. В 1890-е гг. мукомольное крупчатое дело достигло большого размаха. В Москве открывается новое отделение фирмы. Мука сбывалась очень широко. Низкие сорта и отруби отправлялись в Астрахань и Казахстанские степи, а высшие сорта — в Верхневолжье, Москву, Петербург, за границу.
Продукция Торгового дома «Братья Шмидт» была отмечена золотой медалью на сельскохозяйственной выставке в Саратове в 1889 г., а в 1893 г. была удостоена большой бронзовой медали на Всемирной выставке в Чикаго.
На пристанях Самары, Ровного, Хвалынска, Баронска (ныне г. Маркс), саратовскими купцами-мукомолами закупалось по несколько миллионов четвертей знаменитой пшеницы «русская» и «недород».
Так же значительной отраслью промышленности была маслобойная. Ведущая фабрика купца Шумилина А. И. была крупнейшей на Средней и Нижней Волге. Город сделался крупным посредником в торговле нефтяными продуктами, мясом, рыбой, солью, шерстью, табачная «фабрика» купца К. Штафа была одной из первых в России. Фабричная промышленность в основном перерабатывала сельскохозяйственные продукты. По производству муки, горчичного и подсолнечного масла Саратов занимал первое место в России.
Чугунолитейная и металлообрабатывающая отрасли занимали небольшое место в промышленном производстве губернии. Но и в этой части отрасли произошли изменения. Если в 1860 г. доля производства колокольных и чугунолитейных предприятий Саратова и Кузнецка сумела достичь лишь 1,7 % от общего числа продукции промышленности губернии, то в 1892 г. 7 механических и 10 чугунолитейных предприятия губернии выпустили продукцию на 1 251 000 руб., что составляло 5,3 % от общего числа производства всей промышленности губернии.
На рубеже веков в губернии появились такие металлообрабатывающие предприятия, как «Волжский сталелитейный», машиностроительный, гвоздильно-проволочный и другие заводы.
Историк С. Кедров в 1893 году писал о Саратове:

…Саратов в наши дни, со своим 120-тысячным населением, около 8 тысяч учащихся в 69 школах, примерно устроенных, 600 тысячами годового бюджета, 138 фабриками и заводами, 16 933 зданиями, сравнительно развитой публичной прессой (9 изданий, в том числе пять газет), со своим музеем, пассажем, частью асфальтовыми тротуарами на главных улицах, водопроводом, железной и конно-железной дорогами, оперным и драматическим театрами, обширной библиотекой и светлой публичной читальной залой — принимает по местному общественному сознанию столичный облик.
В 1908 году в Саратове появляется электрический трамвай. Саратовская трамвайная система — одна из старейших трамвайных систем России. Строительство трамвая в Саратове началось в августе 1907 года на Ильинской (ныне Чапаева) улице. К этому времени в Саратове уже 20 лет работала конка. 5 октября 1908 года по Немецкой линии прошёл пробный рейс, и на следующий день началось регулярное трамвайное движение. В конце октября 1909 года в городе действовало уже девять линий, проходивших по улицам Немецкой, Московской, Ильинской, Константиновской, Большой и Малой Горным, Большой Сергиевской, Кладбищенской, Александровской. Плата составляла от 3 до 5 копеек и зависела от расстояния. Скорость в городе должна была быть не более 15 и не менее 12 вёрст в час, а вне города не менее 20 вёрст в час. Летом 1910 года была открыта Дачная линия от угла Московской и Астраханской улиц по улице Астраханской до Трофимовского разъезда (район 5-й Дачной) и вскоре продлена в отдалённый дачный район «Кумысная поляна». Трамвай приобрёл огромную популярность среди горожан. Вклад трамвая отмечен даже в топонимике города: до сих пор микрорайоны на западе города носят названия, происходящие от нумерации остановок той Дачной линии — 3-я Дачная, 5-я Дачная, 6-я Дачная и т. д.
До конца 1920-х годов Саратов оставался крупнейшим из городов Поволжья (больше Казани, Нижнего Новгорода, Самары и др.) и нередко неофициально именовался «столицей Поволжья».

### Культура
В 1865 году пьесой Писемского «Горькая судьбина» начался сезон во вновь отстроенном каменном городском театре на Театральной площади. Одновременно в большом саду на окраине города действовал загородный театр, размещавшийся в маленьком деревянном здании. В том же году в театре при участии находившегося в Саратове А. Н. Островского была поставлена пьеса «Гроза».
На сценах саратовских театров шли пьесы Н. В. Гоголя, А. Н. Островского, Ф. Шиллера, В. Шекспира, оперы М. И. Глинки, П. И. Чайковского, Н. А. Римского-Корсакова, Ш. Гуно, Д. Верди и многих других писателей и композиторов. Саратовцы видели игру П. А. Стрепетовой, М. Г. Савиной, В. И. Качалова, В. Н. Давыдова и других знаменитых артистов.
В 1880-е годы и особенно с середины 1890-х годов прошлого века стали создаваться разные общества, которые устраивали любительские спектакли для народных масс. Организация народных театров стала частью демократизации искусства. В это время появляются дешевые издания литературы для народа, проводятся передвижные выставки произведений художников, организуются общедоступные музыкальные концерты.
В 1874 году в Саратове впервые была показана выставка Товарищества передвижных художественных выставок. Зрители увидели картины Н. Н. Ге «Петр I допрашивает царевича Алексея», Г. Г. Мясоедова «Чтение Манифеста 19 февраля 1861 г.», два пейзажа М. К. Клодта, несколько пейзажей А. П. Боголюбова и другие. На последующих выставках передвижников были показаны произведения И. Репина, И. Шишкина, В. Е. Маковского, А. И. Куинджи, И.Н Крамского и других известных художников.
Большим событием в культурной жизни Саратова явилось открытие в 1885 году в городе художественного общедоступного музея. Он был основан известным русским художником Алексеем Петровичем Боголюбовым, внуком революционного просветителя А. Н. Радищева, имя которого присвоено музею. Для Радищевского музея построили специальное здание по проекту архитектора И. В. Штрома. Помощь в организации музея оказал обер-прокурор Святейшего Синода К. П. Победоносцев. А будущий император Александр III собственноручно утверждал проект здания и подарил много полотен из своей коллекции. Музейное собрание представляло подаренную Боголюбовым коллекцию из более 300 живописных и 250 графических работ. Кроме того, в музей поступили картины и вещи из Эрмитажа, дворцовых кладовых, Академии художеств, от художников и собирателей. Радищевский музей был первым художественным музеем в провинции, Третьяковская галерея стала общественной собственностью Москвы только в 1892 году, а Русский музей основан в 1897 году. Радищевский музей за первые полгода посетило 62 тысячи человек, а галерею Третьякова за весь этот год — около 10 тысяч человек. Поэтому Радищевский музей по праву нужно считать одной из главных достопримечательностей Саратова.
Появление в Саратове художественного музея повлияло на развитие культуры края, на оживление выставочной деятельности. В 1888 году появилось Общество любителей изящных искусств.
В 1876 году был построен первый в России стационарный цирк. Российский цирк начинал свою историю ещё в 1873 году, когда ещё молодые, но уже известные в России цирковые артисты братья Петр, Аким и Дмитрий Никитины, уроженцы и жители Саратовской губернии, вернулись в родной Саратов после длительного гастрольного турне по городам центральной России. В Саратове их ждала новость: владелец «странствующего» цирка — австрийский подданный Эмануэль Беранек (чех по национальности), пожилой, уставший от неудач и убытков, а потому надолго застрявший в Саратове, предложил предприимчивым братьям войти в дело в качестве компаньонов. Никитины согласились и, сформировав собственную цирковую программу, начали давать представления по уездам Саратовской губернии. Вскоре выяснилось, что командовать делом должен кто-то один, и, дабы избежать споров и унизительной дележки выручки, Беранек принял решение продать братьям Никитиным принадлежащее ему «заведение цирка, состоящее из лошадей, фургонов, шапитона, и прочих принадлежностей». 5 декабря 1873 года была составлена купчая, где были обговорены условия передачи циркового имущества и расчета через Саратовский общественный банк. Так зародился Русский цирк и заслуга его создания, безусловно, принадлежит братьям Никитиным. До этого дня все цирковые предприятия возглавляли иностранные антрепренёры. Уроженцы Саратова, братья Никитины организовали труппу из известных российских артистов и за короткий срок сумели привлечь внимание и завоевать любовь зрителей. Цирк располагался на торговой Митрофаньевской площади в Саратове, в 1876 году было построено круглое деревянное здание, с парусиновой крышей, вывеска на нём гласила: «Первый Русский цирк братьев Никитиных» (на этом месте сейчас расположен кинотеатр «Победа»). Никитины — незаурядные акробаты — тоже выступали на арене своего цирка. Именно в Саратове русский цирк по настоящему встал на ноги, получил первое и высокое признание. Здание, выстроенное братьями Никитиными, простояло до 1928 года.
30 августа 1871 года в Саратове состоялось открытие Александровского ремесленного училища, куда зачислялись дети низших слоев городского населения. В самом конце века появились фельдшерская школа и среднетехническое училище. В Николаевском городке (ныне Октябрьский городок Татищевского района) создается Мариинское земледельческое училище.
В культурной жизни Саратова немалое место занимала деятельность различных обществ. 1 декабря 1860 года создается общество врачей «Беседа». Это было второе медицинское общество в России. В конце века оно преобразовывается в физико-медицинское общество, занимавшееся разработкой научных и практических вопросов лечебной медицины. Позднее активное участие в работе общества принимали профессора университета В. И. Разумовский, С. И. Спасокукоцкий и другие.
Особой популярностью пользовалась Саратовская учёная архивная комиссия, основанная в 1886 году. Члены её занимались собиранием архивных документов, изучением истории местного края, проводили небольшие археологические раскопки. При комиссии был археологический музей, а позднее и выставка о П. А. Столыпине. Архивная комиссия выпускала сборники трудов. До сего времени ученые и краеведы пользуются сочинениями А. Н. Минха, Н. Ф. Хованского, А. А. Гераклитова, Ф. Ф. Чекалина и других.
10 июня 1909 году был открыт Императорский Николаевский университет. Его торжественное открытие состоялось 6 декабря того года был заложен камень на месте строительства будущих корпусов университета. Это событие стало возможным благодаря настойчивости саратовской общественности, администрации и премьер-министра П. А. Столыпина Для возведения университета в качестве архитектора был привлечен Карл Людвигович Мюфке. За несколько лет ему удалось создать уникальный целостный ансамбль, отличающийся единством замысла и высоким качеством исполнения.
Первым ректором Императорского Николаевского Саратовского университета стал известный ученый, врач и общественный деятель Василий Иванович Разумовский.
В 1917 году были созданы физико-математический, историко-филологический и юридический факультеты. Первым деканом историко-филологического факультета стал один из выдающихся учёных-гуманитариев XX века философ Семён Людвигович Франк.

### СМИ
Как известно, первая настоящая газета в Российской Империи — государственное издание «Ведомости» (декабрь 1702—1727), созданное по Указу Петра Первого. А первое частное издание появилось в конце пятидесятых годов XVIII в. В Саратове же первая газета появляется в 1838 году, это была газета «Саратовские губернские ведомости». С января 1863 года в Саратове стала издаваться газета — «Саратовский справочный листок», а в конце 1870-х годов — «Саратовский дневник». Кроме официальных материалов, в газетах печатали сообщения о событиях в губернии, статьи по экономике, по истории местного края, по сельскому хозяйству, домоводству и другие. В начале XX века в Саратове работало восемь типографий, выходило в свет несколько десятков периодических изданий: «Волга», «Саратовские епархиальные ведомости», «Сборник саратовского земства», и множество других.
Немалый вклад в экономическую и культурную жизнь губернии принадлежит меценатам. В Саратове было достаточно людей которые очень любили свой родной город и не жалели сил и средств на процветания своего края.
В числе первых благотворителей Саратовского края — крупные землевладельцы: князья С. Ф. Голицын и А. Б. Куракин, В. А. Вольский и К. В. Злобин, А. П. Сапожников, саратовский купец М. А. Устинов.
Во второй половине XIX — начале XX вв. в губернии появляются различные благотворительные организации и общества. Например, был создан Губернский Попечительский совет детских приютов. Одним из его членов являлся купец В. Я. Агафонов, ежегодно вносивший в фонд Совета 150 рублей. Он был также казначеем попечительства Министерского детского приюта — самого первого приюта в Саратове, открытого в 1843 году. Супруга Василия Яковлевича, купчиха К. Н. Агафонова, вместе с сыном Владимиром построили в 1912 году церковь — школу в отдалённом посёлке, который до сих пор называется Агафоновкой.
Среди благотворителей этого времени известными и уважаемыми в городе людьми были супруги Егоровы. На Средства, завещанные купцом Фёдором Дмитриевичем Егоровым, была построена богадельня при Ново — Никольской церкви. Наталья Петровна содержала рукодельные классы при одной из начальных школ. После смерти мужа она устроила в своём доме детский приют.
Много добрых дел на счету саратовской купчихи, владелицы чугунолитейного завода А. В. Чирихиной. Так, с помощью Анны Васильевны, в 1892 году было открыто училище для слепых мальчиков.
Благодаря энергии и предприимчивости купца Т. Е. Жегина в 1871 году в Саратове было построено Александровское ремесленное училище (ныне 
Профессионально-педагогический колледж СГТУ имени Ю. А. Гагарина.)
На собственные средства саратовской купчихи и меценатки Дарьи Семёновны Поздеевой была построена детская больница на улице Соколовой. Долгое время больница называлась её именем. Здание выполнено в русском теремном стиле и является настоящей достопримечательностью Саратова. И сегодня, спустя более 100 лет здание используется по своему прямому предназначению. В наши дни — это один из корпусов детской больницы.
Известный саратовский врач, доктор медицины М. А. Аплавин первым подарил свою библиотеку открытому в 1909 г. Саратовскому Университету. Ценнейший дар получил Университет от земляка, выпускника классической гимназии, академика, заслуженного профессора и лейб — отиатра двора, основателя кафедры оториноларингологии в Военно — медицинской академии в Петербурге Н. П. Симановского. Он пожертвовал 100000 рублей на строительство клиники ушных, горловых и носовых болезней.
Благодаря благотворителям в Саратовской губернии в XVII—XX было построено много прекрасных храмов и соборов, открылись первые школы, профессиональные учебные заведения, больницы, детские приюты и богадельни.
- Здание детской больницы им. Поздеевой Д.С. XIXв.
- Александро-Мариинское реальное училище, 1890г.

## После революции
Поздно вечером 26 октября 1917 года на проходившем в здании консерватории расширенном заседании Саратовского совета рабочих и солдатских депутатов большевиками принята резолюция о переходе всей власти к совету. Уже утром была занята располагающаяся в бывшем доме губернатора канцелярия комиссара Временного правительства Топуридзе. В ответ им было выпущено «Воззвание к гражданам Саратова» с призывом «для защиты порядка и спокойствия» с оружием в руках собраться у здания городской думы. Противостояние длилось два дня, после чего оборонявшие думу сдались (жертвы с обеих сторон были минимальны).
C 19 октября 1918 года по май 1919 года в Саратове так же располагались советские органы власти Автономной области немцев Поволжья (в состав которой Саратов не входил).
С 1928 по 1932 год Саратов был административным центром Нижневолжского края, с 1934 года — Саратовского края, с 1936 года — Саратовской области.

## Великая Отечественная война
Бурное развитие города отмечалось в годы Великой Отечественной войны, когда сюда с запада СССР были эвакуированы ряд заводов и военных училищ. До 1990 года Саратов был закрытым городом (не допускалось его посещение иностранцами), так как в городе работало несколько крупных предприятий оборонной промышленности, в частности, Саратовский авиационный завод, производивший военные и гражданские самолёты. Многие промышленные предприятия Саратова выполняли также заказы для советской космической программы.
Благодаря манифесту Екатерины II от 22 июля 1763 года Саратов долгое время был «центром притяжения» поволжских немцев, которых в начале XX века насчитывалось около 800 тысяч. В годы Великой Отечественной войны многие из них были выселены в Сибирь и Казахстан; некоторые впоследствии вернулись назад. Начиная с 1980-х годов большинство эмигрировало в Германию, но до сих пор немногочисленные сохранившееся постройки в псевдоготическом стиле напоминают о прошлом Саратова. Католический собор Святого Климента, выстроенный по проекту саратовского архитектора М. Н. Грудистова на Немецкой улице в 1877 году, был частично разрушен в советское время и перестроен в кинотеатр «Пионер», к настоящему времени остался доступен для наблюдения только небольшой фрагмент стены собора со стороны внутриквартальной застройки.

## Современность
В 2020—2022 гг. с целью расширенного развития города Саратову были переподчинены все населённые пункты бывшего Саратовского района, преобразованного в административный район под новым наименованием Гагаринский, без вхождения в городскую черту. При этом, согласно поправкам в генплан от 28 декабря 2021 года, в черту города Саратова была включена большая часть территорий четырёх бывших муниципальных образований упразднённого Саратовского муниципального района (Багаевское, Красный Текстильщик, Рыбушанское и Синеньское), но без самих населённых пунктов. В результате площадь городской черты Саратова увеличилась в 2021 году с 390 до 838,6 км² (не путать с городским округом площадью 2341,75).